# Leones de Quilpué
O Leones de Quilpué é um clube esportivo de basquetebol do Chile. Fundado em 2009, tem sua sede na cidade de Quilpué. Disputou a FIBA Liga das Américas em 2013 e 2014, como azarão do torneio. Representou o Chile por ter sido a única equipe da divisão principal do país a aceitar o convite, quando estava na quarta colocação da liga nacional.